# 太上法皇
太上法皇（だじょうほうおう、だいじょうほうおう）は、出家した太上天皇（上皇）、またはその称号。法皇（ほうおう）と略す事も多い。

## 概要
制度上、世俗に在る上皇と、仏門に在る法皇の間に、身位の違いはなく、法皇の称号は平安時代の宇多天皇が初めて使った。
平安時代には白河法皇、鳥羽法皇、後白河法皇などが法皇として院政を行った。
江戸時代の霊元法皇がこの称号を使った最後の上皇である。

## 補注
1. ↑  ｢"法皇"のいろいろな読み方と例文｣（ふりがな文庫）
2. ↑   宮内庁書陵部 編『皇室制度史料　太上天皇（三）』(吉川弘文館、1980年）参照。 同書のP344〜P345に法皇の一覧がある。